# Psychomyiella coreana
Psychomyiella coreana är en nattsländeart som beskrevs av Tsuda 1942. Psychomyiella coreana ingår i släktet Psychomyiella och familjen tunnelnattsländor. Inga underarter finns listade i Catalogue of Life.